# 113 (فرقة)
113 (بالعربية: مائة وثلاثة عشر، بالفرنسية: Cent treize) هي فرقة هيب هوب فرنسية، أصلها من فيتري سور سين في وادي المرن. تم تشكيلها في عام 1994، وهي مكونة من 3 أصدقاء: ريم كيه، آي بي وموكوبي. فيما يتعلق بنجاح المجموعة، وضح ريم كيه: "مع 113، نحن منتجات فيتري خالصة. لم نكن لنحقق هذا النجاح أبدًا لو لم تكن المدينة بأكملها وراءنا". الفرقة جزء من مجموعة مافيا كان فري.
في عام 1998، أصدرت المجموعة أسطوانة مطولة بعنوان "لا حواجز ولا حدود"، أول أسطوانة مطولة للمجموعة يحتوي على وجه الخصوص على أغنية "شيء مجنون"، يضم المغني دودو ماستا، وأغنية "جمعيات المجرمين" مع الرابر كيري جيمس، والتي بفضلها أصبحت شائعة. تبع الإسطوانة مطولة من ألبوم استوديو بعنوان أمراء المدينة، في أكتوبر 1999. بفضل الألبوم وأغنية "تونتون دي بلاد"، تمت مكافأة المجموعة في مارس 2000 في جوائز فيكتوار دو لاموزيك في فئة أفضل ألبوم راب وموسيقى الريغي. عادت مجموعة 113 في نهاية عام 2010 بإصدار ألبوم رابع بعنوان "عالمي". منذ عام 2011، أصبحت المجموعة غير نشطة على الرغم أن الأعضاء يكملون مسيراتهم الفنية المنفردة.

## الأعضاء
تتكون مجموعة 113 من ثلاثة أصدقاء وهم أعضاء في مجموعة مافيا كان فري، وهي مجموعة من مغني الراب أصلها من فيتري سور سين:
- ريم كيه (بالفرنسية: Rim'K)‏ واسمه الحقيقي عبد الكريم براهمي، ولد يوم 21 يونيو 1978 في فيتري سور سين وهو من أصول جزائرية,
- موكوبي (بالفرنسية: Mokobé)‏ واسمه الحقيقي موكوبي تراوريه، ولد يوم 24 مايو 1976 في فيتري سور سين وهو من أصول مالية.
- آي بي (بالفرنسية: .A.P)‏ واسمه الحقيقي يوهان ديبورت، ولد في 1979 في فيتري سور سين وهو من أصول غوادلوبية.

## ديسكوغرافيا

### أسطوانة مطولة
- 1998: لا حواجز ولا حدود (بالفرنسية: Ni barreaux, ni barrières, ni frontières)‏

### ألبوم استوديو
- 1999 أمراء المدينة (بالفرنسية: Les princes de la ville)‏[4]
- 2002: 113، اللعنة على القرف (بالفرنسية: 113 fout la merde)‏[5]
- 2005: 113 درجة (بالفرنسية: 113 degrés)‏[6]
- 2010: عالمي (بالفرنسية: Universel)‏[7]